# Clément Cyriaque de Mangin
|  | Aquest article tracta sobre el matemàtic Clément Cyriaque de Mangin. Si cerqueu el matemàtic i editor Denis Henrion, vegeu «Denis Henrion». |

|  | Aquest article tracta sobre el matemàtic Clément Cyriaque de Mangin. Si cerqueu el matemàtic Pierre Hérigone, vegeu «Pierre Hérigone». |

Clément Cyriaque de Mangin   (Gigny-sur-Saône, 1570 - París, 1642), o Demanguin, va ser un matemàtic francès.

## Vida i obra
Poques dades es coneixen del cert sobre la seva vida, fins al punt que alguns autors consideren que Pierre Hérigone o Denis Henrion eren pseudònims que utilitzava en les seves publicacions, tot i que existeix una controvèrsia sobre qui era cadascun de ells o si eren realment la mateixa persona.
La Biblioteque des auteurs de Bourgogne diu que era nascut a prop de Chalon-sur-Saône, però que va estudiar a París, que va viatjar molt i que coneixia el llatí, el grec i l'hebreu. Però només li atribueix una obra: Problemata duo nobilissima (1616). Blondot li atribueix el Cursus Mathematicus, que, aparentment, està signat per Hérigone (però Blondot considera que Hérigone es un pseudònim de Cyryaque de Mangin).
Solberg li atribueix una Cosmographie (1620), però novament sembla estar signada per D. Henrion, que es dona per suposat que és un pseudònim de Cyryaque.
Oaks considera que fa plantejaments algebraics per a resoldre problemes de geometria pràctica en un comentari que va publicar de la La Geometrie et Pratique Generale d’Icelle (1620) de Jean Errard.